# Dramatis personae (recueil de poèmes)
Pour les articles homonymes, voir Dramatis personae.
Dramatis personae est un recueil de poèmes de Robert Browning, publié en 1864.

## Contexte
Robert Browning écrivit ce recueil à Londres, après y être revenu avec son fils « Pen », du fait de la mort de sa femme, Elizabeth Barrett Browning. C'était là la première œuvre qu'il publiait, après une pause de neuf années. Durant cette période, la réputation de Robert Browning avait connu des fortunes diverses, et Dramatis Personae, ainsi que The Ring and the Book, considéré généralement comme son chef-d'œuvre, firent assez pour l'assurer de son retour en faveur auprès des critiques littéraires.

## Contenu
Il inclut les poèmes suivants : 
- James Lee’s Wife
- Gold Hair: A Story of Pornic
- The Worst of It
- Dîs Aliter Visum
- Too Late
- Abt Vogler
- Rabbi Ben Ezra (Le Rabbin Ben Ezra)
- A Death in the Desert
- Caliban upon Setebos (Caliban sur Setebos)
- Confessions
- May and Death
- Deaf and Dumb
- Prospice
- Eurydice to Orpheus
- Youth And Art
- A Face
- A Likeness
- Mr. Sludge, “The Medium”
- Apparent Failure
- Epilogue
- Ben Karshook’s Wisdom
- Sonnet